# Pleurotomella sulcifera
Pleurotomella sulcifera är en snäckart som beskrevs av Bush 1893. Pleurotomella sulcifera ingår i släktet Pleurotomella och familjen kägelsnäckor. Inga underarter finns listade i Catalogue of Life.